# Rogatki Wolskie

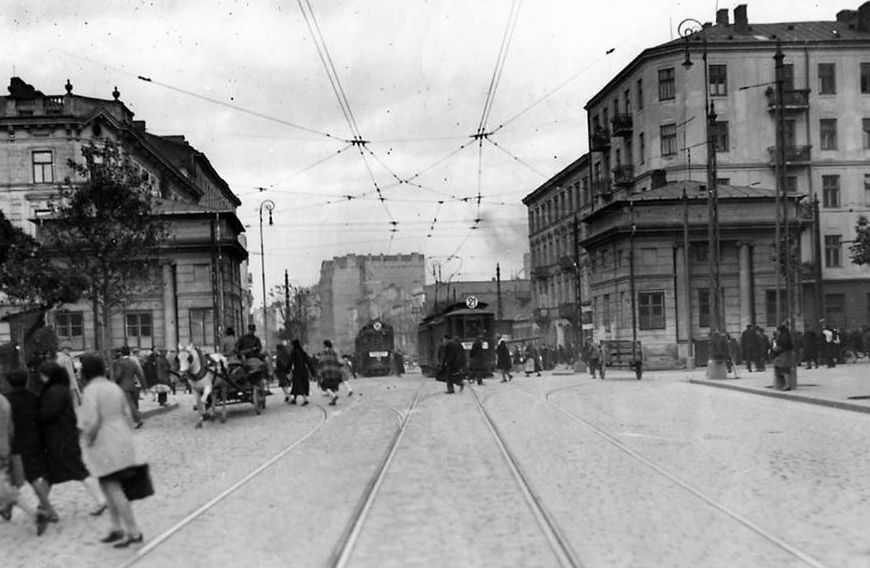
Rogatki Wolskie okresie międzywojennym, widok z ul. Wolskiej w kierunku ul. Chłodnej

Rogatki Wolskie – dwie rogatki (pawilony rogatkowe), które znajdowały się w Warszawie przy ul. Wolskiej 1 i 2, przy jej zbiegu z ulicami: Chłodną, Towarową i Okopową. Pawilony zostały rozebrane w 1942 roku.

## Historia
Pierwsze rogatki w Warszawie, Pradze i Golędzinowie powstały po 1770, tj. po tym, jak obszar ten został otoczony wałem ziemnym znanym jako okopy Lubomirskiego. Budynki rogatek były lokalizowane przy wale, u wylotu najważniejszych dróg. Pod koniec XVIII wieku w obecnych granicach Warszawy funkcjonowało 10 rogatek: Belwederskie, Czerniakowskie, Mokotowskie, Jerozolimskie, Wolskie, Powązkowskie, Marymonckie, Grochowskie, Ząbkowskie i Golędzinowskie. Rogatki Wolskie znajdowały się przy jednym z najstarszych szlaków komunikacyjnych w mieście, biegnącym od Bramy Krakowskiej ulicami: Senatorską, Elektoralną, Chłodną i Wolską. Wyznaczały jedyny wjazd do miasta od strony zachodniej, m.in. w tym miejscu w listopadzie 1806 weszły do miasta wojska francuskie i uroczyście wręczono klucze do miasta Joachimowi Muratowi.
W latach 1816–1823 w Warszawie wzniesiono nowe pawilony rogatkowe zaprojektowane przez Jakuba Kubickiego. Powstało wtedy 18 pawilonów w stylu klasycystycznym. Architekt ustawił je parami i nadał każdemu zespołowi inny wygląd. W jednym pawilonie urzędował dozorca policji (będący przedstawicielem Urzędu Municypalnego), a w drugim poborca podatkowy, który przyjmował opłaty za wjazd do miasta. Do czasów współczesnych zachowały się rogatki Grochowskie i Mokotowskie.
Zaprojektowane przez Jakuba Kubickiego murowane pawilony rogatkowe na Woli zostały wzniesione w 1818. Zastąpiły zbudowane w tym miejscu w 1816 budynki drewniane. Pawilony powstały na rzucie kwadratu i miały półkoliste nisze portykowe. Pobierano w nich opłaty od osób wjeżdżających do miasta (tzw. rogatkowe) i od bydła pędzonego przez rogatki (tzw. kopytkowe).
Rogatki były przypisane do numeracji ulicy Wolskiej (pawilon południowy – nr 1, pawilon północny – nr 2).
2 listopada 1830 do dyliżansu pocztowego, który wyjechał z Poczty Saskiej i zatrzymał się przy rogatkach do kontroli dokumentów, podróżnych i bagażu, wsiadł Fryderyk Chopin. Żegnający go przyjaciele i uczniowie warszawskiego Konserwatorium odśpiewali mu z akompaniamentem gitary kantatę Zrodzony w polskiej krainie ułożoną przez Ludwika Adama Dmuszewskiego do melodii Józefa Elsnera. Młody kompozytor opuścił wtedy Warszawę na zawsze.
W 1867 na północ od rogatek powstało targowisko Kercelak.
Tak jak wcześniej rogatki Jerozolimskie, rogatki Wolskie zostały rozebrane na polecenie Niemców w czasie okupacji, co uzasadniono koniecznością poszerzenia jezdni i usprawnienia komunikacji. Prace rozbiórkowe rozpoczęły się we wrześniu i zakończyły w październiku 1942.